# فرانچسکو مورازان
فرانچسکو مورازان (اسپانیایی: Francisco Morazán‎؛ ۳ اکتبر ۱۷۹۲ – ۱۵ سپتامبر ۱۸۴۲) سیاست‌مدار اهل کاستاریکا بود. او از سال ۱۸۳۰ تا ۱۸۳۹ رئیس‌جمهور، جمهوری فدرال آمریکای مرکزی بود.

## زندگی شخصی

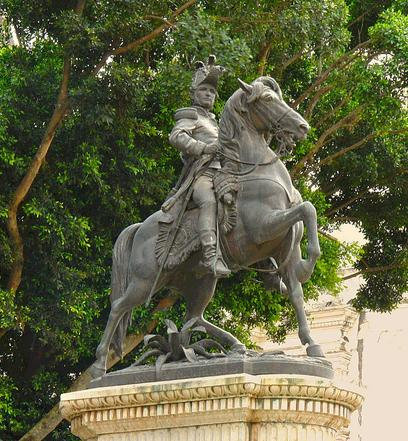
مجسمه فرانچسکو مورازان

### سال‌های اولیه و تحصیلات
خوزه فرانچسکو مورازان کوسادا در ۳ اکتبر ۱۷۹۲ در تگوسیگالیا (در آن زمان در قلمرو پادشاهی گواتمالا، و در حال حاضر پایتخت هندوراس) در سال‌های رو به زوال حکومت استعمار اسپانیا متولد شد. پدر و مادرش اوسبیو مورازان آلمان و گوادالوپه کئوسادا بورخاس، هر دو از خانواده‌های ثروتمند قوم کریولو و درکار تجارت و کشاورزی بودند. پدربزرگ و مادربزرگ او خوان باوتیستا مورازان (یک مهاجر کرس) و ماریا بورخاس آلوارنگا بودند. سیزده روز پس از تولدش مورازان در کلیسای سن میگوئل آرکانجل، توسط پدر خوان فرانچسکو مارکز، غسل تعمید یافت.
در ۱۸۰۸ فرانچسکو مورازان و خانواده‌اش به موروسلی نقل مکان کردند و آنجا در زمین‌هایی که آقای اوزه بیو به ارث برده بود، کار کردند. علاوه بر این، خوزه فرانسیسکوی جوان نیز در کارهای اداری شهردار شهر به او کمک کرد. در سال ۱۸۱۳ خانواده مورازان به تگوسیگالپا بازگشتند. در آنجا آقای اوزه بیو فرزندش را تحت سرپرستی لئون واسکز قرار داد که به او حقوق خصوصی، آیین دادرسی کیفری و کارهای دفتر اسناد رسمی را آموزش داد.
فرانچسکو اکنون به کتابخانه‌ای دسترسی داشت که از آن توانست زبان فرانسه را بیاموزد. این به نوبه خود به او امکان داد تا با آثار مونتسکیو، قرارداد اجتماعی ژان ژاک روسو، انقلاب فرانسه، تاریخ اروپا و همچنین شرح زندگی رهبران یونان و روم باستان آشنا شود. این فداکاری و روحیه پیشرفت گاه فرانچسکو را در زادگاه خود برجسته می‌نمود، تا آنجا که او حتی نماینده منافع برخی افراد در دادگاه‌های استعمار سلطنتی بود.

### ازدواج و خانواده
فرانچسکو مورازان در ۳۰ دسامبر ۱۸۲۵ در کلیسای جامع کومایاگوئه با ماریا جوزفا لاستیری ازدواج کرد. آنها صاحب یک دختر شدند، آدلا مورازان لاستیری، که در سال ۱۸۳۸ در سان سالوادور متولد شد. لاستیری متعلق به یکی از ثروتمندترین خانواده‌های استان هندوراس بود. پدر او تاجر اسپانیایی خوان میگوئل لاستیری بود که نقش مهمی در توسعه تجاری منطقه تگوسیگالپا داشت. مادرش مارگاریتا لوزانو، عضو یک خانواده قدرتمند کریولی بود.
ماریا جوزفا بیوه‌ای بود که برای اولین بار با استبان تراویسو یک زمین‌دار ازدواج کرده بود، و از او صاحب ۴ فرزند بود. با مرگ او، ماریا ثروت زیادی به ارث برد. این ثروت و حلقه جدیدی از دوستان قدرتمند و با نفوذی که از این ازدواج به دست آمد، شغل و کسب و کار مورازان و در نتیجه پروژه‌های سیاسی و نظامی وی را تقویت کرد.